# AACTA al miglior attore internazionale
L'AACTA al miglior attore internazionale (AACTA International Award for Best Actor) viene assegnato dal 2012 all'attore non australiano votato come migliore dall'Australian Academy of Cinema and Television Arts.

## Vincitori e candidati

### Anni 2010-2019
- 2012
  - Jean Dujardin - The Artist
  - George Clooney - Paradiso amaro (The Descendants)
  - Leonardo DiCaprio - J. Edgar
  - Michael Fassbender - Shame
  - Ryan Gosling - Le idi di marzo (The Ides of March)
  - Brad Pitt - L'arte di vincere (Moneyball)
- 2013
  - Daniel Day-Lewis - Lincoln
  - Bradley Cooper - Il lato positivo - Silver Linings Playbook (Silver Linings Playbook)
  - John Hawkes - The Sessions - Gli incontri (The Sessions)
  - Hugh Jackman - Les Misérables
  - Joaquin Phoenix - The Master
  - Denzel Washington - Flight
- 2014
  - Chiwetel Ejiofor - 12 anni schiavo (12 Years a Slave)
  - Christian Bale - American Hustle	- L'apparenza inganna (American Hustle)
  - Leonardo DiCaprio - The Wolf of Wall Street
  - Tom Hanks - Captain Phillips - Attacco in mare aperto (Captain Phillips)
  - Matthew McConaughey - Dallas Buyers Club
- 2015
  - Michael Keaton - Birdman
  - Steve Carell - Foxcatcher - Una storia americana (Foxcatcher)
  - Benedict Cumberbatch - The Imitation Game
  - Jake Gyllenhaal - Lo sciacallo - Nightcrawler (Nightcrawler)
  - Eddie Redmayne - La teoria del tutto (The Theory of Everything)
- 2016
  - Leonardo DiCaprio - Revenant - Redivivo (The Revenant)
  - Steve Carell - La grande scommessa (The Big Short)
  - Matt Damon - Sopravvissuto - The Martian (The Martian)
  - Michael Fassbender - Steve Jobs
  - Eddie Redmayne - The Danish Girl
- 2017
  - Casey Affleck - Manchester by the Sea
  - Joel Edgerton - Loving
  - Andrew Garfield - La battaglia di Hacksaw Ridge (Hacksaw Ridge)
  - Ryan Gosling - La La Land
  - Denzel Washington - Barriere (Fences)
- 2018
  - Gary Oldman - L'ora più buia (Darkest Hour)
  - Timothée Chalamet - Chiamami col tuo nome (Call Me by Your Name)
  - Daniel Day-Lewis - Il filo nascosto (Phantom Thread)
  - Hugh Jackman - The Greatest Showman
  - Daniel Kaluuya - Scappa - Get Out (Get Out)
- 2019
  - Rami Malek - Bohemian Rhapsody
  - Bradley Cooper - A star is born
  - Christian Bale - Vice - L'uomo nell'ombra (Vice)
  - Hugh Jackman - The Front Runner - Il vizio del potere (The Front Runner)
  - Viggo Mortensen - Green Book

### Anni 2020-2029
- 2020[2][3]
  - Adam Driver - Storia di un matrimonio (Marryage Story)
  - Antonio Banderas - Dolor y gloria
  - Christian Bale - Le Mans '66 - La grande sfida (Ford vs Ferrari)
  - Joaquin Phoenix - Joker
  - Robert De Niro - The Irishman
- 2021[4][5]
  - Chadwick Boseman - Ma Rainey's Black Bottom
  - Riz Ahmed - Sound of Metal
  - Adarsh Gourav - La tigre bianca (The White Tiger)
  - Anthony Hopkins -  The Father - Nulla è come sembra (The Father)
  - Gary Oldman - Mank